# José Álvarez-Sierra
José Álvarez-Sierra y Manchón (Madrid, 17 de mayo de 1887-Madrid, 19 de marzo de 1980) fue un médico, escritor, biógrafo, higienista, pediatra, bibliógrafo e historiador de la medicina español

## Biografía
Estudió medicina en Madrid, teniendo entre sus profesores a Santiago Ramón y Cajal, al químico Eugenio Piñerúa Álvarez y al físico González Martí. Cuando se licenció fue médico titular de Chamartín de la Rosa, del Hospital de San Rafael y más adelante pediatra de la lucha antituberculosa en el dispensario del Hospital Victoria Eugenia. En los primeros meses del año 1907 conoció personalmente al padre Benito Menni, con el que estableció una estrecha amistad; al cabo sería su biógrafo. Fue miembro fundador de la Asociación Española de Historia de la Medicina (AEHM), y socio de la Asociación de Escritores y Artistas y de la de la Asociación de Escritores Médicos creada en 1929. Hacia 1930 emprendió un viaje por Hispanoamérica.
Desde los años treinta colaboró en la revista especializada La Medicina Ibera. Revista Semanal de Medicina y Cirugía. Frecuentaba los cafés y muchas y diversas tertulias de literatura y medicina en Madrid, y en ellas entabló amistad con los hermanos Manuel y Antonio Machado, pero sobre todo con el poeta y dramaturgo modernista Francisco Villaespesa, del que fue médico y biógrafo. Colaboró en numerosos periódicos (El Imparcial, La Voz, El Sol, Nuevo Mundo y ABC) y fue además un solicitado conferenciante. 
Escribió media centena de libros y tratados sobre medicina pediátrica, higiene e historia de la medicina. Desde 1963 presidió el Instituto de Estudios Madrileños. Fue médico de los Dispensarios antituberculosos de Universidad y Chamberí en Madrid, decano de los médicos de la Orden Hospitalaria, director del Hospital-Asilo de San Rafael, vicepresidente de la Sociedad Española de Higiene, laureado por la Real Academia de Medicina y de la Sociedad de Pediatría. Pionero además en la denuncia de la toxicidad y males del tabaco, presidió la Asociación Española de Lucha Social Antitabáquica al menos desde 1969, aunque ya había sido fundada en 1942.
Entre sus obras destaca una Historia de la cirugía española que se acompaña de un caudaloso diccionario biobibliográfico de cirujanos españoles hispanoamericanos y filipinos, publicada en 1961, con fotografías. Su Diccionario de autoridades médicas fue alabado en el prólogo que le pusoGregorio Marañón, del que fue además biógrafo: "El primero que se publica en España y acaso único en el mundo, pues no conocemos ninguna obra análoga en la que se recojan datos bio-bibliográficos de médicos famosos desde tiempos del bajo medioevo, árabes y judíos; es, en realidad, un profundo trabajo de erudición histórica indiscutible." También se interesó por la historia de los hospitales madrileños; editó las memorias del doctor Iturralde, del que fue "discípulo", aunque en realidad parecen ser unas memorias noveladas.
En memoria suya le está dedicada una calle en Madrid.

## Obras (incompleto)
- Historia de la cirugía española. Con diccionario biobibliográfico de cirujanos españoles, hispanoamericanos y filipinos. Madrid: Diana- Artes gráficas Larra, 1961.
- Diccionario de autoridades médicas. Prólogo de Gregorio Marañón. Madrid: Editorial Nacional, 1963.
- Historia de la medicina madrileña. Prólogo de Carlos Arias Navarro. Madrid, Editorial Universitaria Europea, 1968.
- Historia de la Academia Médico-Quirúrgica Española. Madrid: Imprenta Héroes S. A., 1964.
- Historia universal de la medicina prólogo de Pedro Laín Entralgo. Madrid: Distribuidora de Ediciones Nacionales y Extranjeras, 1960.
- Historia de la pediatría española: Los médicos de niños, judíos y árabes, Madrid: Real Academia Nacional de Medicina, 1935
- La vida como la ven los médicos: artículos, crónicas, cuentos, Madrid: R. Chena, 1929.
- Los hospitales de Madrid de ayer y hoy. Madrid: Beneficencia Municipal, 1952-1953, 3 vols.
- Médicos madrileños famosos. Biografía y bibliografía de médicos ilustres nacidos en Madrid y su provincia. Madrid: Gráficas Bolaños y Aguilar, 1934.
- Historia de la cirugía en España en el siglo XIX. Premio Nieto-Serrano de la Real Academia, 1927.
- Las tertulias médicas madrileñas a comienzos de siglo
- Carlos III y la higiene pública (folleto para médicos). Madrid, Dirección General de Sanidad, 1956.
- Anatómicos madrileños famosos. Madrid: Instituto de Estudios Madrileños, 1953.
- Memorias del D. Iturralde o Escenas de la vida de hospital (novela), Madrid: Librería médica, 1930.
- El padre Menni y su obra. Barcelona: Hermanos de San Juan de Dios - Hospitalaria, 1968.
- Francisco Villaespesa. Madrid: Editora Nacional, 1949.
- Doctor Ferrán, Madrid: Editora Nacional, 1944.
- El doctor Blanco Soler y su época: (biografía de un médico humanista). Madrid: AGISA - Ediciones y Publicaciones Españolas, 1964.
- Geografia medica de Chamartín de la Rosa, Madrid, imprenta Cosano, 1933.
- Geografía y topografía médica de Castropol. Madrid, Cosano Imp. [1946]
- Antón Martín y el Madrid de los Austrias. La primera Escuela de Ayudantes Técnicos Sanitarios del Mundo, Barcelona. Imprenta de los Hermanos de San Juan de Dios. 1961.
- El Doctor Don César Chicote y el Laboratorio Municipal. Prólogo de Miguel Comenge Gerpe. Madrid, Colección Popular de Biografías, 1965.
- Vademecum del inspector municipal de sanidad. Contestación el programa de las oposiciones a ingreso en este cuerpo. Madrid: Ed. R. Chena. 1920, 2 vols. Otra ed., 1928.
- El Hipócrates de la medicina española. Biografía del Dr. Gregorio Marañón. Madrid, Impr. Samarán, 1960.
- Santiago Ramón y Cajal. Estudio biográfico con notas biobibliográficas y anecdóticas. Madrid: Editorial Nacional, 1951.
- Con José Gutiérrez-Rave, Dr. Juan Negrín. Madrid, Celebridades (num. 18), 1966.
- El doctor D. Federico Rubio. Vida y obra de un cirujano genial Madrid, Editora Nacional, 1947.
- Influencia de San Juan de Dios y de su orden en el progreso de la medicina y de la cirugía, Madrid, 1950 (trabajo premiado en el Certamen Literario del IV Centenario de San Juan de Dios.
- Doctor Cortezo, Madrid : Editora Nacional, 1945.
- La medicina madrileña al empezar el siglo XX. Madrid, Artes Gráficas Municipales, 1967.
- La salud de los niños: como se evitan las enfermedades infecciosas de la infancia, Toledo [La Voz médica] [1935]
- La despoblación del agro y la medicina social. Madrid, Dirección General de Sanidad, 1958.
- La vacunación antituberculosa en general, cómo de práctica, fundamentos científicos de sus diversos sistemas. Barcelona, Editorial Labor, 1931.
- Medicina social: adaptada al programa de ayudante técnico sanitario (tercer curso) Madrid : Murga, 1956.
- Formulario terapéutico de enfermedades de los niños para uso de médicos generales Madrid : R. Chena, 1929.
- Vademecum del médico de asistencia pública domiciliaria: contestaciones al programa de las oposiciones a ingreso en este cuerpo... S. l.: Afrodisio Aguado, [19--?]
- Médicos de la Orden Hospitalaria en el siglo XVIII Madrid: Real Academia Nacional de Medicina 1963
- Lo que cura la penicilina: presente y porvenir de una droga mágica Madrid (Afrodisio Aguado), 1944
- Historia de la profesión (Enfermera, Practicante, Matrona): Adaptada al programa de Ayudante Técnico Sanitario. Segundo curso
- Cementerios de Madrid anteriores a Carlos III, Real Academia Nacional de Medicina 1963
- La formación espiritual y científica de los grandes maestros, Ramón y Cajal Buenos Aires, 1931.
- La tuberculosis y las infecciones intestinales [S.l.] [s.n.] 1927.
- Cómo se evitan las enfermedades infecciosas de la infancia Toledo [La Voz Médica] [1935]
- La orden de San Juan de Dios llevó la medicina y la hospitalidad por el continente americano Instituto "Arnaldo de Vilanova" de Historia de la Medicina Real Academia Nacional de Medicina 1957.
- Las órdenes religiosas en la historia de la medicina Instituto "Arnaldo de Vilanova" de Historia de la Medicina Real Academia Nacional de Medicina 1957
- Los rayos solares desde el punto de vista higiénico, Madrid: Sociedad Española de Higiene Real Academia Nacional de Medicina 1943
- Ramón y Cajal y la generación del 98 Zaragoza, 1952.
- Santiago Ramón y Cajal y el doctor Ferrán México : [s.n.], 1962.
- Patología, temperamento y carácter de los aragoneses en relación con la psicología de Cajal. Zaragoza, 1952.
- Físicos, químicos, matemáticos y naturalistas. Hombres de ciencia famosos naturales de Madrid, Madrid, 1982.
- La morbilidad y mortalidad infantil de las grandes urbes, 1914.
- Crítica de los legítimos adelantos científicos ocurridos en medicina en los años 1919 a 1923 ambos inclusive. Monografía premiada por la Real Academia de Medicina en la sesión inaugural de 1926.
- La mortalidad infantil en España y medios de evitarla. Trabajo premiado por el IX Concurso del Consejo Superior de Protección a la Infancia.
- La helioterapia y la tuberculosis de la infancia. Memoria, 1921.
- Formulario terapéutico de enfermedades de los niños, 1929.
- Contraindicaciones en la cura de sol